# Мазаев, Маташ Хамзатханович
Мата́ш Хамзатха́нович Маза́ев (чечен. Мазаев Хьамзатан кӀант Маташ, 1908, с. Верхний Наур, Терская область — 1942, Васильевка, Сталинградская область) — советский танкист, капитан, участник Польского похода, Зимней войны и Великой Отечественной войны. Герой книги Р. А. Белевинтева «Прометей в танковом шлеме».

## Биография

### Ранние годы
Родился в 1908 году в селе Верхний Наур Терской области в семье Хамзатхана и Балы Мазаевых. В 1918 году при экспроприации земель терских казаков семья получила землю в станице Михайловской и переехала туда. Там, в учебном городке имени Ленина, Маташ окончил семилетнюю школу и вместе с друзьями Али Ибрагимовым и Ибрагимом Казалиевым стал первым комсомольцем в селе.

### Партийная деятельность
М. Мазаев создал комсомольский отряд, который под его началом успешно боролся с местными бандами.
Оценив его успехи в политической подготовке, райком комсомола выдал Мазаеву путёвку в совпартшколу, окончив которую в 1926 году, он решил связать свою жизнь с партийной работой. Но из Москвы в Грозненский обком пришла путёвка в Московское Высшее Техническое училище им. Н. Э. Баумана. Представлять комсомол Чечни в столице СССР был выбран М. Мазаев. Он переехал учиться в Москву.
В 1929 году вступил в ВКП(б). Партийный билет получил в Бауманском райкоме.

### Военная служба
В 1930 году, по окончании училища, был призван на военную службу, в процессе которой поступил в Киевское бронетанковое училище. В 1935 году после окончания училища, был назначен командиром взвода в механизированную бригаду артиллерийской разведки, дислоцированную в Киеве.
По возвращении из отпуска участвовал в Больших Киевских манёврах и отличился, за что был награждён именными часами из рук командующего Киевского военного округа И. Э. Якира. В том же году он был назначен командиром бронеразведки 26-й танковой бригады в Староконстантинове.
В составе бригады участвовал в Польском походе РККА, после был направлен в Ленинград на курсы усовершенствования командного состава, по окончании которых в составе стрелковой дивизии был направлен заместителем командира батальона на Зимнюю войну. В ходе преодоления линии Маннергейма в районе Тупури-сари отличился и был представлен к званию Героя, но награду не получил.
В марте 1941 года его перевели на должность командира танкового батальона 34-й танковой дивизии в составе 8-го механизированного корпуса.
Великую Отечественную войну встретил в Прикарпатье. С первых часов войны участвовал в боях в районе Перемышля, в ходе которых его батальон сумел не только удержать заданные рубежи, но и успешно проводил контратаки в направлении Берестечко и Лешнева. Также, в ходе первых дней войны, его корпусу удалось на короткое время овладеть плацдармом на территории Польши, с 1939 года находившейся под немецкой оккупацией. За это М. Мазаев был вторично представлен к званию Героя, но получил орден Красного Знамени. В ходе боёв был ранен в ногу и живот.

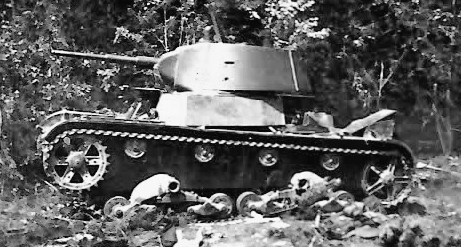
Советский танк Т-26 подбитый летом 1941 года. Танками такого типа был вооружён батальон капитана М. Х. Мазаева.

В ходе боёв за Дубно капитан М. Мазаев получил серьёзные ожоги в горящем танке, но отказался отправиться в госпиталь, сел в танк под предлогом «прощания с машиной» и руководил через замполита наступлением батальона, скрываясь от вышестоящего начальства. После боя был замечен замполитом корпуса Н. Попелем, представлен к званию Героя в третий раз, и отправлен в госпиталь. Но и в этот раз высшей награды он не получил.
К декабрю 1941 года снова оказался в госпитале — на этот раз с ранением в ногу. В связи с продвижением вермахта госпиталь из Мариуполя эвакуировали в Грозный, где после выписки летом 1942 года он был назначен начальником учебного отдела курсов младшего командного состава.
Но вскоре обстановка на фронте резко изменилась и из курсантов училища был сформирован курсантский полк, одним из батальонов которого он командовал. 13 июля 1942 года полк торжественно убыл на Сталинградский фронт, где был выдвинут в район Васильевки для предотвращения прорыва 4-й танковой армии вермахта. В ходе боёв в августе 1942 года полк понёс тяжёлые потери убитыми и ранеными, в числе погибших был и М. Мазаев. В книге «Прометей в танковом шлеме» Белевитнев описывал гибель Мазаева со слов одного из его сослуживцев по Грозненскому курсантскому полку:

Броневичок Мазаева, будто утес вырос на пути потока танков врага, рассек надвое, образовав в нём круговерть. Гитлеровцы отхлынули от него, образовав пустоту, но в это время в борт машины ударил снаряд, сильно кольнул её и остановил. И тут же второй снаряд с неё снял башенку. Тарасенко ещё какое-то время ждал, надеялся, вот-вот Мазаев или водитель выскочат из машины… Но никто из неё уже не выскочил и не мог выскочить…
— Р. А. Белевитнев
Официально М. Мазаев, как и многие другие погибшие воины Грозненского курсантского полка, был признан пропавшим без вести.

## Вклад в военное дело
Во время взятия острова Тупури в ходе Зимней войны танки под командованием М. Мазаева отличились стремительностью атаки — высокая скорость позволила с минимальными потерями ворваться на позиции финнов. Позднее подобный манёвр стали называть «Мазаевским».
В первые дни Великой Отечественной войны разработал тактику фланговых атак для борьбы с танковыми клиньями вермахта. Также он создал в батальоне школу ускоренного обучения бойцов для танковых войск.

## Награды
- Орден Красного Знамени (1941).
- Именные часы (1935)[9].

По утверждениям некоторых исследователей Маташа Мазаева трижды представляли к званию Героя Советского Союза, но награждён Золотой звездой он так и не был.

## Память

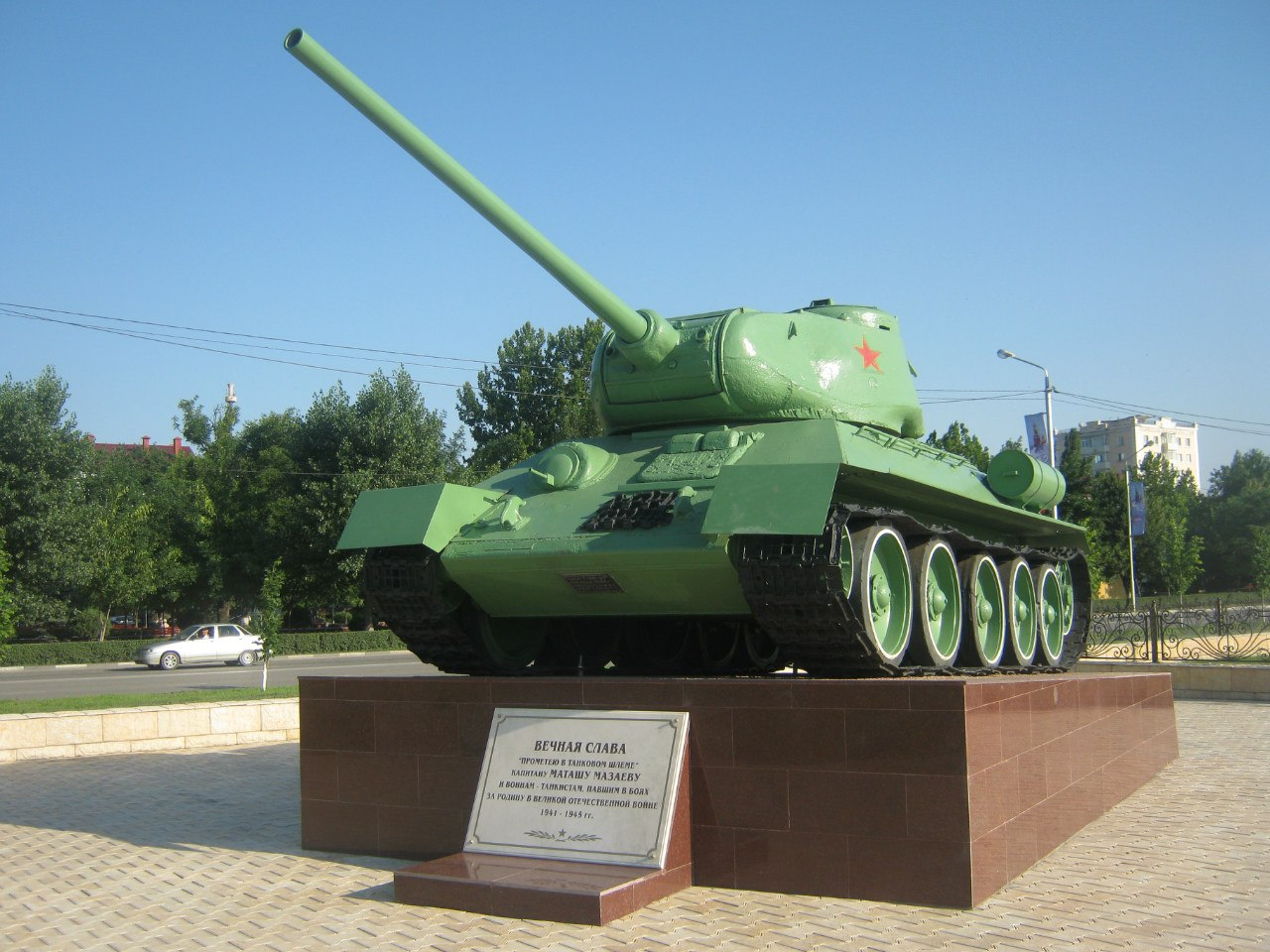
Памятник Маташу Мазаеву в Грозном

Маташ Мазаев стал известен ещё при жизни. После выхода статей о нём в газете «Правда» и в газете «Ленинан некъ» в 1941 году в доме его родителей всегда были гости, благодарившие семью за то, что вырастили достойного сына. Местные жители регулярно приходили к секретарю партийной организации местного колхоза с просьбой прочесть статьи об их героическом земляке.
После гибели стал героем литературных произведений. О нём была написана книга «Прометей в танковом шлеме», ему было посвящены стихотворения Д. Кагерманова «Пометки Маташа Мазаева» и Арби Мамакаева «Чевнаш хиллачу капитане». Также, кадры, на которых изображён Маташ Мазаев рядом со своим танком, попали в фильм «Великая Отечественная».
Именем Маташа Мазаева названы улицы в Грозном и Аргуне. Также в Грозном на Аллее Славы в 2012 году установлен памятник — Т-34-85 с табличкой, гласящей: «„Прометею в танковом шлеме“ капитану Маташу Мазаеву и воинам-танкистам, павшим в боях Великой Отечественной войны».